# Krunodiplophyllum
Krunodiplophyllum es un género monotípico de plantas hepáticas perteneciente a la familia Scapaniaceae. Su única especie: Krunodiplophyllum squarrosum, es originaria de Chile.

## Taxonomía
Krunodiplophyllum squarrosum fue descrita por (Stephani) Grolle y publicado en Journal of the Hattori Botanical Laboratory 28: 71. 1965.
Sinonimia
- Diplophyllum squarrosum Stephani[3]